# カール・ウィルソン
カール・ディーン・ウィルソン（Carl Dean Wilson、1946年12月21日 - 1998年2月6日）は、アメリカ人のミュージシャン。ザ・ビーチ・ボーイズのオリジナル・メンバーである。リードギター担当。メンバーのブライアン・ウィルソンは長兄、デニス・ウィルソンは次兄にあたる。
立派な体格と「天使の歌声」と称されるほどの美しい歌声の持ち主で、「グッド・ヴァイブレーション」、「神のみぞ知る」、「ダーリン」、「アイ・キャン・ヒア・ミュージック」、「ブレイク・アウェイ」、「サーフズ・アップ」等、数多くの曲のリード・ヴォーカルを務めた。また、ソングライターとしても一定の才能を持ち、「ロング・プロミスド・ロード」、「フィール・フロウズ」、「ザ・トレイダー」などの佳曲を残した。
「Q誌の選ぶ歴史上最も偉大な100人のシンガー」において第20位。
1970年代に入り、ブライアンが精神疾患等の理由によりバンド活動から遠ざかってしまうと、代わってカールがバンドの中心人物となり、音楽性の面でも運営面でもバンドを主導した。特にヴォーカリストとしての成長が著しく、パワー唱法をも身に着け、失われたブライアンのファルセットに代わる、ビーチ・ボーイズの新たな魅力となった。社交的な性格故に、外部のセッション・ワークにも多く参加するようになった。
1980年後半から1981年、音楽的な方向性の違いから一時ビーチ･ボーイズの活動から離れ、ソロ活動を行ったが、1982年4月のツアーより復帰した。翌年発表された2作目のソロ・アルバム『ヤングブラッド』は、大部分が復帰前の録音である。
その後、長らくビーチ・ボーイズを支え続けたが、1998年に肺がんにより死去した。51歳没。カールの死後まもなくして、アル・ジャーディンがビーチ・ボーイズのツアーからの離脱を宣言し、カールという柱石を失ったビーチ・ボーイズは事実上の分裂状態に陥った。
兄ブライアンは、カールの死の4ヶ月後に発売されたソロアルバム『イマジネーション』に追悼曲「Lay Down Burden」を収録した。
使用ギターはフェンダー・ストラトキャスター、フェンダー・ジャガー、リッケンバッカー・360/12、ギブソン・ES-335カスタム、エピフォン・リヴィエラXIIなど。様々なタイプのギターを使用していたが、1970年代以降はES-335（後にネックをES-355のものに移殖）がトレードマークとなった。字を書いたりするのは左利きだったが、ギターはすべて普通の右用を使用した。
楽曲によっては違う楽器を演奏したこともあり、1968年から1969年のライヴやTV出演では、デニスがリード・ヴォーカルを担当する際はドラムを担当したことがあった。「ロング・プロミスド・ロード」「フィール・フローズ」「オール・ディス・イズ・ザット」をライヴで演奏する際にはキーボードを担当した。「グッド・バイブレーション」のライヴ演奏の際、1970年代前半まではベースでリフを弾きながら歌っていた。